# Association Football Club Bournemouth
Maillots
Actualités
L'Association Football Club Bournemouth est un club de football anglais fondé en 1899. Le club, basé à Bournemouth, évolue depuis la saison 2022-2023 en Premier League depuis leur 2e place en Championship (D2).

## Repères historiques
- 1899 : fondation du club sous le nom de Boscombe FC.
- 1912 : adoption du statut professionnel.
- 1923 : le club est renommé Bournemouth & Boscombe AFC et rejoint la League (Division 3-Sud).
- 1971 : le club est renommé AFC Bournemouth.
- 1987 : le club accède à la troisième division.
- 2001 : rénovation du stade (Fitness First Stadium).
- 2003 : le club remporte le trophée des barrages contre Lincoln City et passe en division supérieure.
- 2013 : le club accède pour la première fois de son histoire à la deuxième division.
- 2015 : le club accède pour la première fois de son histoire à la Premier League et s'octroie le titre de champion d'Angleterre de deuxième division[3].
- 2020 : le club est relégué en EFL Championship (deuxième division anglaise)
- 2022 : le club est promu en Premier League. Le 13 décembre 2022, le club est acheté à son propriétaire précédent, Maxim Demine, par Black Knight Football Club, un partenariat mené par l'homme d'affaires américain Bill Foley (en) et incluant l'acteur hollywoodien Michael B. Jordan[4].

## Palmarès et records
- Championnat d'Angleterre de deuxième division :
  - Champion : 2015
  - Vice-champion : 2022

- Championnat d'Angleterre de troisième division :
  - Champion : 1987
  - Vice-champion : 1948 et 2013

- Championnat d'Angleterre de quatrième division :
  - Vice-champion : 1971 et 2010

- Southern League :
  - Vice-champion : 1923

- Football League Trophy :
  - Vainqueur : 1984
  - Finaliste : 1998

## Joueurs et personnalités du club

### Entraîneurs
Le tableau suivant présente la liste des entraîneurs du club depuis 1914.
| Rang | Nom                   | Période               |
| ---- | --------------------- | --------------------- |
| 1    | Vincent Kitcher       | 01.08.1914-31.05.1923 |
| 2    | Harry Kinghorn        | 01.08.1923-31.05.1925 |
| 3    | Leslie Knighton       | 01.07.1925-01.07.1928 |
| 4    | Frank Richards        | 01.07.1928-31.05.1930 |
| 5    | Billy Birrell         | 01.08.1930-30.04.1935 |
| 6    | Bob Crompton          | 01.06.1935-01.02.1936 |
| 7    | Charlie Bell          | 01.02.1936-31.05.1939 |
| 8    | Harry Kinghorn        | 01.08.1939-31.05.1947 |
| 9    | Harry Lowe            | 01.08.1947-28.02.1950 |
| 10   | Jack Bruton           | 01.03.1950-31.03.1956 |
| 11   | Frederick Cox         | 01.04.1956-01.07.1958 |
| 12   | Don Welsh             | 01.07.1958-28.02.1961 |
| 13   | Bill McGarry          | 01.03.1961-01.07.1963 |
| 14   | Reg Flewin            | 01.09.1963-01.04.1965 |
| 15   | Frederick Cox         | 01.04.1965-30.04.1970 |
| 16   | John Bond             | 01.05.1970-27.11.1973 |
| 17   | Trevor Hartley        | 30.11.1974-02.01.1975 |
| 18   | Tony Nelson (intérim) | 02.01.1975-23.01.1975 |
| 19   | John Benson           | 23.01.1975-01.01.1978 |
| 20   | Alec Stock            | 25.01.1979-01.12.1980 |

| Rang | Nom                             | Période               |
| ---- | ------------------------------- | --------------------- |
| 21   | David Webb                      | 01.12.1980-01.02.1982 |
| 22   | Don Megson                      | 09.03.1983-19.10.1983 |
| 23   | Harry Redknapp                  | 19.10.1983-09.06.1992 |
| 24   | Tony Pulis                      | 09.06.1992-05.08.1994 |
| 25   | John Williams (intérim)         | 05.08.1994-01.09.1994 |
| 26   | Mel Machin                      | 01.09.1994-19.08.2000 |
| 27   | Sean O' Driscoll                | 19.08.2000-10.09.2006 |
| 28   | S. Murdoch & J. Roach (intérim) | 10.09.2006-13.10.2006 |
| 29   | Kevin Bond                      | 13.10.2006-01.09.2008 |
| 30   | Jimmy Quinn                     | 02.09.2008-31.12.2008 |
| 31   | Eddie Howe                      | 01.01.2009-16.01.2011 |
| 32   | Lee Bradbury                    | 16.01.2011-25.03.2012 |
| 33   | Paul Groves                     | 11.05.2012-12.10.2012 |
| 34   | Eddie Howe                      | 12.10.2012-02.08.2020 |
| 35   | Jason Tindall                   | 08.08.2020-02.02.2021 |
| 36   | Jonathan Woodgate               | 02.02.2021-30.06.2021 |
| 37   | Scott Parker                    | 01.07.2021-30.08.2022 |
| 38   | Gary O'Neil                     | 30.08.2022-16.06.2023 |
| 39   | Andoni Iraola                   | Depuis le 19.06.2023  |

### Effectif professionnel actuel
Le premier tableau liste l'effectif professionnel des Cherries pour la saison 2025-2026. Le second recense les prêts effectués par le club lors de cette même saison.
En grisé, les sélections de joueurs internationaux chez les jeunes mais n'ayant jamais été appelés aux échelons supérieurs une fois l'âge-limite dépassé ou les joueurs ayant pris leur retraite internationale.

### Joueurs emblématiques
- Jimmy Blair
- John Archer
- Gerry Peyton
- Gavin Peacock
- Jermain Defoe
- Jamie Redknapp
- Warren Cummings (en)
- Warren Feeney
- Jimmy Glass
- Stephen Purches (en)
- James Hayter
- Darren Anderton
- Sam Vokes
- Danny Ings
- Keith Rowland
- Lee Bradbury